# Mouvement pour l'unité, la solidarité et le travail
Le Mouvement pour l'unité, la solidarité et le travail, en sigle MUST, est un parti politique d'opposition de la république du Congo, créé en 2009 et présidé par Claudine Munari,, ancienne ministre du Commerce (2009-2015) et candidate à l'élection présidentielle de 2016.

## Historique
Fondé en 2009, le MUST participe aux élections législatives de 2012, et c'est sous son étiquette que sa présidente et fondatrice, Claudine Munari, sera réélue dans la circonscription de Mouyondzi.
Le 30 janvier 2015, le bureau politique du MUST se prononce contre le projet de changement de constitution de Denis Sassou-Nguesso, qu'il juge infondé et inopportun à la veille d'une élection présidentielle : « On ne change pas les règles du jeu avant la fin du match. Le faire équivaudrait à un coup d’État constitutionnel qui mettrait à mal la paix, la sécurité et la stabilité institutionnelle ». 
Lors de l'élection présidentielle de 2016, Claudine Munari se porte candidate sous l'étiquette du MUST. Seule femme à se présenter, elle souhaite être « la présidente de l'unité et de la lutte contre le chômage des jeunes » et a pour objectif de « changer radicalement le Congo ». Elle recueille 1,54 % des voix, arrivant 7e sur neuf candidats, et conteste la réélection de Denis Sassou-Nguesso,.
Lors des législatives de 2017, l'alliance d'opposition Frocad-IDC, dont fait partie le MUST, appelle au boycott des élections pour protester contre la crise dans le département du Pool. Claudine Munari ne se représente donc pas à Mouyondzi, et perd son siège. En juin 2018, le parti est visé par une loi de 2017 interdisant les formations politiques n'ayant pas d'élus pour les représenter.
Lors des élections législatives de 2022, le MUST récupère un unique siège à l'Assemblée nationale avec la victoire de sa présidente-fondatrice à Mouyondzi.